# Feng Jicai
Feng Jicai (en xinès tradicional: 馮驥才; en xinès simplificat: 冯骥才; en pinyin: Féng Jìcái) (Tianjin 1942 -) és un artista i escriptor xinès, un dels representants de la "literatura de les cicatrius".

## Biografia
Feng va néixer el 9 de febrer de 1942 en una família d'erudits establerta a Tianjin. Hi va passar tota la seva existència i es va comprometre a defensar el seu patrimoni cultural. És considerat "l'escriptor de Tianjin", tot i que avui és de talla nacional, famós - i celebrat, fins i tot divulgat - pel seu compromís amb la defensa de la cultura tradicional xinesa.
La seva infantesa la va passar en un ambient obert a la cultura en totes les seves formes: estava interessat en la poesia xinesa clàssica i l'art tradicional xinès, però també en la música occidental.Abans de dedicar-se a la literatura va ser jugador professional basquet, però va abandonar l'esport per una lesió. però es va mantenir molt lligat als valors esportius i va ser un dels portadors de la flama olímpica pels carrers de Tianjin, a l'Agost de 2008.
Feng Jicai va començar, des dels anys 2000, una immensa tasca de preservar el patrimoni cultural xinès a nivell nacional. Basant-se en la seva condició de president de l'Associació Popular d'Arts i Lletres de la Xina, a principis de la dècada de 2000 va adoptar un ampli programa de treball que abastava uns deu anys.

### Activitat com a pintor
Feng va començar la seva carrera pintant a l'estudi de cal·ligrafia i pintura de Tianjin. Als anys setanta, va ensenyar en una escola de treballadors d'arts i manualitats de Tianjin.

### Carrera literària
El seu primer llibre es va publicar a finals del 1977: és un treball de recerca històrica en dos volums sobre la societat secreta dels "Boxers", 《义 和 拳》 Yìhéquán, escrit en col·laboració amb Li Dingxing (李定兴). Com a crítica a l'imperialisme, el llibre va ser ben rebut i va permetre a Feng unir-se a l'Associació d'Escriptors de Tianjin i convertir-se en escriptor professional el 1978.
Alguns dels seus primer relats s'han coronat amb prestigiosos premis nacionals: el del millor relat curt per "Tubs esculpits" (雕花 烟斗) el 1979, el de la millor novel·la per "Ah! ”(啊) el 1980.
El 1986 va iniciar la publicació d'una sèrie d'entrevistes sobre la Revolució Cultural “Cent persones expliquen els seus 10 anys terribles”, els seus interlocutors, en l'anonimat, aborden amb sinceritat els temes que rarament son exposats en les publicacions oficials. Malauradament la repressió del 1987 va posar fi a la publicació i només es van publicar una dotzena d'entrevistes.
Ha publicat prop d'un centenar d'obres literàries a la Xina i més de quaranta a nivell internacional.
A part de la seva obra literària Feng es va implicar de forma notòria en les associacions i institucions literàries tant a nivell de Tailjin com a escala nacional.
El 1988 va ser vicepresident executiu de la Federació Xinesa de Cercles Literaris i Artístics. Posteriorment, va ocupar el càrrec de vicepresident dels comitès centrals de l'Associació Xinesa per a la Promoció de la Democràcia.
També és degà, professor i director de doctorat a l'Institut de Literatura i Art Feng Jicai de la Universitat de Tianjin.

#### Adaptació al cinema
El 1989 un dels seus contes va ser adaptat al cinema d'animació, en un curtmetratge de 10' produït per la Shanghai Animation Film Studio i dirigit per la directora 胡依红 (Hu Yihong), amb el títol de 高女人和矮丈夫, en anglès (The Tall Woman and Short Husband) en català "la geganta i el nan".

## "Referències
1. ↑  Moviment literari que va sorgir a la Xina a finals dels anys 1970 durant el moviment “Boluan Fanzheng” impulsat per Deng Xiaoping, per explicar el sofriment dels intel·lectuals i dels professionals durant la Revolució Cultural i de l'actuació de la “Banda dels Quatre”.
2. 1 2 3  Duzan, Brigitte. «e_a_z_FengJicai.htm Feng Jicai. Prsentation» (en francès). [Consulta: novembre 2020].[Enllaç no actiu]
3. 1 2  Béja, J. Ph «Feng JIcai» (en francès). Dictionnaire de littérature chinoise. puf/Quadrige, 11-2000, pàg. 78. 9782130504382.
4. ↑  «Persée : Accéder à des milliers de publications scientifiques - Persée». [Consulta: 3 novembre 2020].
5. 1 2  «China Vitae : Biography of Feng Jicai». Arxivat de l'original el 2021-07-09. [Consulta: 3 novembre 2020].
6. ↑  «març 2020: Feng Jicai 冯骥才 : The Leeds Centre for New Chinese Writing». [Consulta: 3 novembre 2020].
7. ↑  «Feng Jicai» (en anglès americà). [Consulta: 3 novembre 2020].
8. ↑  «胡依红». [Consulta: 23 abril 2024].
9. ↑  «The Tall Woman and Short Husband». [Consulta: 23 abril 2024].